# Miklós Bánffy
Pour les articles homonymes, voir Miklós Bánffy (maître des portes) et Bánffy.
Dans le nom hongrois Bánffy Miklós, le nom de famille précède le prénom, mais cet article utilise l’ordre habituel en français Miklós Bánffy, où le prénom précède le nom.
Miklós comte Bánffy de Losoncz (losonczi gróf Bánffy Miklós en hongrois), né le 30 décembre 1873 à Kolozsvár et décédé le 5 juin 1950 à Budapest, est un homme politique et écrivain hongrois.

## Biographie
Issu d'une grande famille noble de Transylvanie, il devient membre du parlement hongrois en 1901, puis ministre des Affaires étrangères en 1921, après la chute de l'Empire austro-hongrois, malgré son peu de sympathie pour le régime de l'amiral Horthy. Ses efforts pour obtenir la révision des frontières issus des traités mettant fin à la Première Guerre mondiale ayant échoué, il quitte rapidement le gouvernement.
Artiste aux multiples talents - dramaturge, scénographe, costumier, dessinateur et écrivain -, Il rédige notamment, entre 1934 et 1940, une vaste Trilogie transylvaine qui décrit la chute du monde aristocratique hongrois, et plus particulièrement celui de sa région natale, à partir des années précédant la Première Guerre mondiale.

## Œuvres traduites en français
- Miklós Bánffy (trad. Jean-Luc Moreau), La Trilogie de Transylvanie, Paris, Phébus :
  1. Vos jours sont comptés [« Megszámláltattál… »], 2010, 756 p.  (ISBN 978-2-7529-0434-8)
  2. Vous étiez trop légers [« És hijjával találtattál »], 2010, 600 p.  (ISBN 978-2-7529-0474-4)
  3. Que le vent vous emporte [« Darabokra szaggattatol »], 2011, 421 p.  (ISBN 978-2-7529-0475-1)